# ザ・サークル (映画)
『ザ・サークル』（原題: The Circle）は、2017年にアメリカ合衆国で公開されたスリラー映画である。監督はジェームズ・ポンソルト、主演はエマ・ワトソンとトム・ハンクスが務めた。本作はデイヴ・エガーズが2013年に上梓した同名小説を原作としている。
本作はビル・パクストンとグレン・ヘドリーの遺作となった。

## ストーリー
メイ・ホランドは友人アニー・アラートンの仲介により、『True You』という画期的なSNSを開発した世界一のSNS企業“サークル（The Circle）”への転職に成功する。メイの入社から約1週間後、CEOのイーモン・ベイリーが新たなサービス『SeeChange』を発表した。あらゆる場所に設置可能な小型カメラの映像を統括する『SeeChange』により、世界中のアカウンタビリティーが向上するとイーモンは主張する。
メイは仕事と社内コミュニティへの参加で充実した日々を過ごすだけでなく、多発性硬化症を患う父親も会社の保険によってサポートされ幸福の只中にいたが、内心では『SeeChange』が社会へ与える影響に不安も感じていた。そんなある日、名前を知らない社員と親しくなったメイは、彼に案内されて『SeeChange』の及ばない地下階層に招かれる。彼は『True You』を開発したタイ・ラフィートであり、収集した情報を独占する“サークル”の方針を危険だと感じていた。タイはメイを信用に値すると感じて“サークル”を変える必要があると説くが、メイにはその言葉の意味がよく分からなかった。
後日、メイのもとに地元の友人マーサーが訪ねてくる。メイは彼が鹿の角で作ったシャンデリアの写真を数日前に『True You』へ投稿したのだが、好意的に受け取られる一方でマーサーを「鹿殺し」と決め付ける人間も多く、殺害予告まで送られてくる状況にマーサーは身の危険を感じていた。メイは事態を解決するとマーサーを宥めるものの、マーサーはSNS上での繋がりが第一である“サークル”の体質に染まったメイに嫌気が差し去っていく。消沈するメイはその晩、フェンスを乗り越えて軽装のままカヤックで夜の海へと漕ぎ出して転覆してしまうが、『SeeChange』がその様子を映していたことですぐに救助される。
翌朝、メイを呼び出したイーモンは、図らずも『SeeChange』の有用性を示した彼女を広告塔に抜擢し、小型カメラを身に付けたメイの私生活を全世界に公開する「透明化」を発表する。『SeeChange』に命を救われたことで“サークル”に心酔するようになったメイはこれを受け入れるが、両親とは誤って性行為の場面を映してしまったことで音信が途絶え、アニーはメイの友人ということで多忙な日々がさらに忙しくなりメイと距離を置くようになっていた。
重要な会議に出席することになったメイは、国民の大半が持つ“サークル”のアカウントを投票システムに結びつけるという案を発展させ、“サークル”で全ての行政手続きを処理する「完全化」を提案する。メイの提案が現実味を帯びていく一方で、世界中の人々を利用して特定の人物を見つけ出す『SoulSearch』という仕組みが構築される。『SoulSearch』の発表会でテストの対象となったマーサーは、追い立てる人々に恐怖して車で逃走する途中、飛び出してきたドローンを避けようとして死んでしまう。
悲しみに暮れるメイは実家に戻って3日間塞ぎ込むが、“サークル”を辞めたアニーとの通話で自分のやるべき事を悟り会社へ戻っていく。復帰を歓迎されたメイは再びカメラを身に付けて発表会に現れると、タイの協力でイーモン達の所業を全て公にしたことを明かす。メイは世界中の全てをオープンにするため、世界の手本になるように“サークル”を作り変えると語ると、会場を後にした。

## キャスト
※括弧内は日本語吹替。
- メイ・ホランド - エマ・ワトソン（沢城みゆき）
- イーモン・ベイリー - トム・ハンクス（江原正士）： “サークル”のCEO。
- タイ・ラフィート / カルデン - ジョン・ボイエガ（川原元幸）：『True You』を開発者で、“サークル”創設に関わった。
- アニー・アラートン - カレン・ギラン（近藤唯）：メイの友人。“サークル”に40人いる幹部の1人。
- マーサー - エラー・コルトレーン（英語版）（海老名翔太）：メイの友人。
- トム・ステントン - パットン・オズワルト（島田岳洋）：“サークル”を支持する政治家。
- ボニー・ホランド - グレン・ヘドリー（庄司まり）： メイの母親。
- ヴィニー・ホランド - ビル・パクストン（志村知幸）： メイの父親。多発性硬化症を患っている。
- マット - アミール・タライ（前田雄）
- ジェシカ・ヴィラロボス博士 - プールナ・ジャガナサン（英語版）（渡辺ゆかり）
- ダン - ネイサン・コードリー（英語版）
- ミッチ - ジミー・ウォン（英語版）
- レナータ - エレン・ウォン（英語版）
- サントス - ジュディ・レイエス（野首南帆子）
- スカイ - アンドレア・ブルックス（英語版）
- ジャレッド - ママドゥ・アティエ
- 本人役 - ベック

## 製作

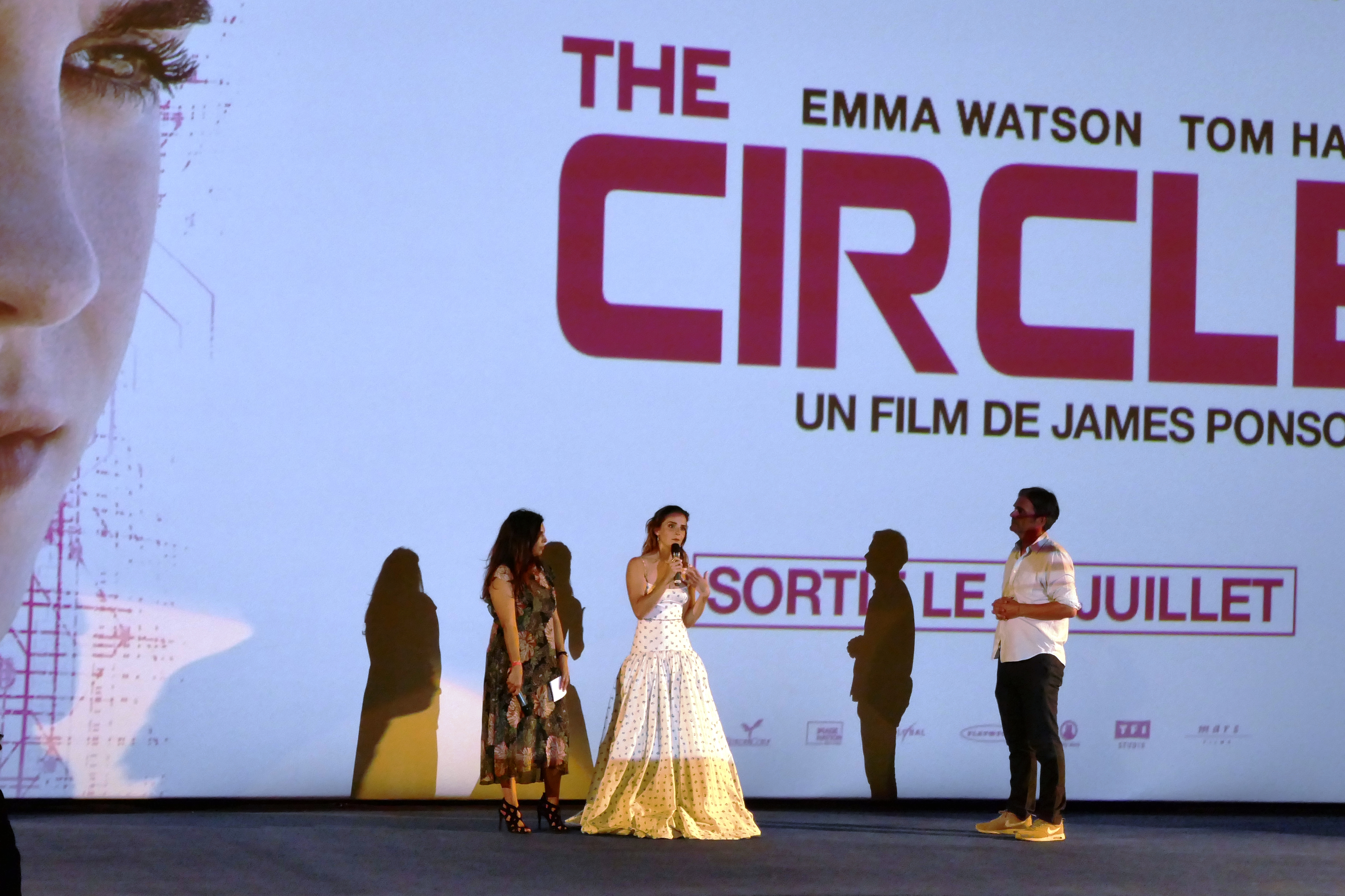
パリ・プレミアでのエマ・ワトソン

2014年12月15日、デイヴ・エガーズの小説『ザ・サークル』が映画化されるとの報道があり、トム・ハンクスが主演を務める予定だとも報じられた。2015年1月、アンソニー・ブレグマンがプロデューサーを務めることになったと報じられた。5月11日、イメージ・ネイションが本作の製作費を全額出資すると発表した。本作の全世界配給権を保有していたIMグローバルは、後に配給権を各国の映画会社に販売し始めた。23日、エマ・ワトソンに出演オファーが出ているとの報道があり、6月24日に正式に出演することが確定した。8月19日、ジョン・ボイエガがキャスト入りした。9月1日、カレン・ギランの出演が決まった。11日、パットン・オズワルトが本作に出演するとの報道があった。16日、ビル・パクストンの出演が決まったと報じられた。29日、エラー・コルトレーンの出演が決まった。
本作の主要撮影は2015年9月11日にロサンゼルスで始まった。17日にはパサデナでの撮影が行われた。2017年1月には再撮影が行われた。

## 公開
2016年2月、ヨーロッパ・コープが本作の北米配給権を購入したと発表した。2017年1月、ヨーロッパ・コープはSTXエンターテインメントと共同で北米での配給を行うと報じられた。4月26日、本作はトライベッカ映画祭でプレミア上映された。

## 興行収入
本作が公開される1ヶ月前に、エマ・ワトソンの主演作『美女と野獣』がヒットしたこともあって、本作の興行的成功に期待する声も大きかったが、その期待には応えられなかった。本作は『インフィニット』、『バーフバリ 王の凱旋』、『ラテン・ジゴロになる方法』と同じ週に公開され、公開初週末に1000万ドルから1200万ドルを稼ぎ出すと予想されていたが、実際の数字はそれすらも下回るものであった。2017年4月28日、本作は全米3163館で封切られ、公開初週末に903万ドルを稼ぎ出し、週末興行収入ランキング初登場5位となった。

## 評価
本作は批評家から酷評されている。映画批評集積サイトのRotten Tomatoesには116件のレビューがあり、批評家支持率は16%、平均点は10点満点で4.3点となっている。サイト側による批評家の見解の要約は「『ザ・サークル』は素晴らしい俳優たちを起用したが、当世風のテーマをだらだらと無目的に掘り下げただけの作品になってしまった。」となっている。また、Metacriticには32件のレビューがあり、加重平均値は43/100となっている。なお、本作のCinemaScoreはD＋となっている。
インディワイアーのエリック・コーンは本作にC評価を下しており、ジョージ・オーウェル風の管理社会批判とIT技術の持つポテンシャルの解明を同時にやろうとしたが故に、却ってストーリーの一貫性を欠く結果となったと批判している。『ローリング・ストーン』のピーター・トラヴァースは本作に4つ星評価で星1つを与え、「退屈で時代遅れな作品」と評している。一方、『バラエティ』のオーウェン・グレイバーマンは本作を好意的に評価しており、「『ザ・サークル』はディストピアを舞台にしたスリラー映画と言えるだろうが、民衆を支配する邪悪な人間を描き出した凡百のSF映画ではない。この作品はその手のSF映画より知的で、身の毛もよだつような作品である。SNS上で魔女狩りが発生し、人々が何かをシェアすることに取り憑かれている現代に警鐘を鳴らす物語になっている。この作品で描かれたようなファシスト的未来は観客を巧妙に思考へと誘う。なぜなら、そんな暗い未来は今現在に姿を見せているのだから。」と評している。